# 성민수 (배우)
성민수(본명 : 이양희, 1965년 1월 3일 ~)는 대한민국의 배우이다.

## 학력
- 서울예술대학교 연극과

## 출연 작품

### 영화
- 《같은 속옷을 입는 두 여자》 (2022년) - 경석 역
- 《기기묘묘》 (2022년) - 괴인 역 (청년은 살았다)
- 《말임씨를 부탁해》 (2022년) - 유진 부 역
- 《매미소리》(2022년) - 덕배 역
- 《비와 당신의 이야기》 (2021년) - 영호의 아버지 역
- 《얼굴없는 보스: 못다한 이야기 감독판》 (2020년) - 고석두 비서 역
- 《양자물리학》 (2019년) - 투자자 1 역
- 《국가부도의 날》 (2018년) - 고려종금 고객들 / 개미투자자들 역
- 《물괴》 (2018년) - 상선 역
- 《강철비》 (2017년) - NSC국무총리 역
- 《미옥》 (2017년) - 공명패밀리 1 역
- 《사월의 끝》 (2017년) - 주희 부 역
- 《시간위의 집》 (2017년) - 와타베장군 역
- 《아빠는 딸》 (2017년) - 남 이사 역
- 《마지막 간수》 (2016년) - 홍석구 역
- 《고산자, 대동여지도》 (2016년) - 필방주인 역
- 《하프》 (2016년) - 구치소장 역
- 《숨》 (2015년) - 동네 아저씨 역
- 《라라팔루자》 (2015년)
- 《안나》 (2015년)
- 《슬픈남자》 (2015년) - 상권 역
- 《말하지 못한 비밀》 (2015년) - 주임 역
- 《은밀한 유혹》 (2015년) - 이장열 변호사 역
- 《탄피》 (2014년) - 대대장 역
- 《세 번째 방》 (2014년)
- 《파더스》 (2014년) - 아빠 민수 역
- 《열애》 (2014년) - 지용 역
- 《미스터 고》 (2013년) - NC다이노스 감독 역
- 《박수건달》 (2013년) - 계파보스 4 역
- 《붉은 가족》 (2013년) - 공장 남자 역
- 《베일》 (2013년) - 김 형사 역
- 《저 만치에》 (2012년)
- 《꾼》 (2011년) - 경찰 역
- 《완벽한 파트너》 (2011년) - 김 사장 역
- 《말벌 이야기》 (2010년)
- 《도쿄 택시》 (2010년) - 기타 역
- 《트럭》 (2008년) - 전중원 역
- 《한반도》 (2006년) - 일본 각료 역
- 《비열한 거리》 (2006년) - 나 형사 역
- 《이중간첩》 (2003년) - 중령 역
- 《이소룡을 찾아랏!》 (2002년) - 옥상위의첼리스트 역
- 《오아시스》 (2002년) - 형사 가 역
- 《유령》 (1999년) - 771 역
- 《박대박》 (1997년) - 홍신소 직원 역
- 《박봉곤 가출 사건》 (1996년) - 포장마차 깡패 역

### 드라마
- 《트롤리》 (SBS, 2022년~2023년) - 유운규 역
- 《철인왕후》 (tvN, 2020년) - 부승지 조대수 역
- 《킹덤》 (Netflix, 2019년) - 병판 역
- 《라이브》 (tvN, 2018년)
- 《위대한 유혹자》 (MBC, 2018년)
- 《드라마 스테이지 - 문집》 (tvN, 2018년)
- 《푸른 바다의 전설》 (SBS, 2017년)
- 《레전드히어로 삼국전》 (EBS1, 2016년) - 유표 역
- 《원티드》 (SBS, 2016년) - 강영민 역
- 《뱀파이어 탐정》 (OCN, 2016년) - 지승철 선생 역
- 《대박》 (OCN, 2016년) - 이건영 역
- 《용팔이》 (SBS, 2015년) - 넥타이 역
- 《딱 너 같은 딸》 (MBC, 2015년) - 김 실장 역
- 《실종느와르 M》 (OCN, 2015년) - 고등학교 선생님 역
- 《여왕의 꽃》 (MBC, 2015년) - 김 사장 역
- 《펀치》 (SBS, 2014년) - 검사장 역
- 《너희들은 포위됐다》 (SBS, 2014년) - 형사반장 역
- 《신의 퀴즈 4》 (OCN, 2014년) - 김변호사 역
- 《트라이앵글》 (MBC, 2014년) - 최회장 역
- 《수상한 가정부》 (SBS, 2013년) - 수혁 부 역
- 《기황후》 (MBC, 2013년) - 방진 역
- 《백년의 유산》 (MBC, 2013년) - 형사 역
- 《드라마의 제왕》 (SBS, 2012년~2013년) - 영화 감독 역
- 《대왕의 꿈》 (KBS1, 2012년) - 설인귀 역
- 《해운대 연인들》 (KBS2, 2012년) - 김검사 역
- 《더킹 투하츠》 (MBC, 2012년) - 공화국 의장 역
- 《빛과 그림자》 (MBC, 2011년) - 사채업자 역
- 《무사 백동수》 (SBS, 2011년)
- 《초혼》 (SBS, 2010년) - 봉팔 역
- 《나는 전설이다》 (SBS, 2010년)
- 《자명고》 (SBS, 2009년) - 하오개장군 역
- 《타짜》 (SBS, 2008년)
- 《왕과 나》 (SBS, 2007년) - 금부도사 역
- 《연개소문》 (SBS, 2006년) - 고승장군 역
- 《HDTV 문학관 - 노래여! 마지막 노래여!》 (KBS1, 2006년)
- 《제5공화국》 (MBC, 2005년) - 김윤환을 조사하는 국가안전기획부 수사과장 역

### 연극
- 《햄릿》
- 《맥베드》
- 《리어왕》
- 《오셀로》
- 《얼레야》
- 《광개토대왕》
- 《춘향전》